# Saduria sabini
Saduria sabini är en kräftdjursart som först beskrevs av Henrik Nikolai Krøyer 1849.  Saduria sabini ingår i släktet Saduria och familjen Chaetiliidae. Inga underarter finns listade i Catalogue of Life.